# Villa Alliata di Pietratagliata

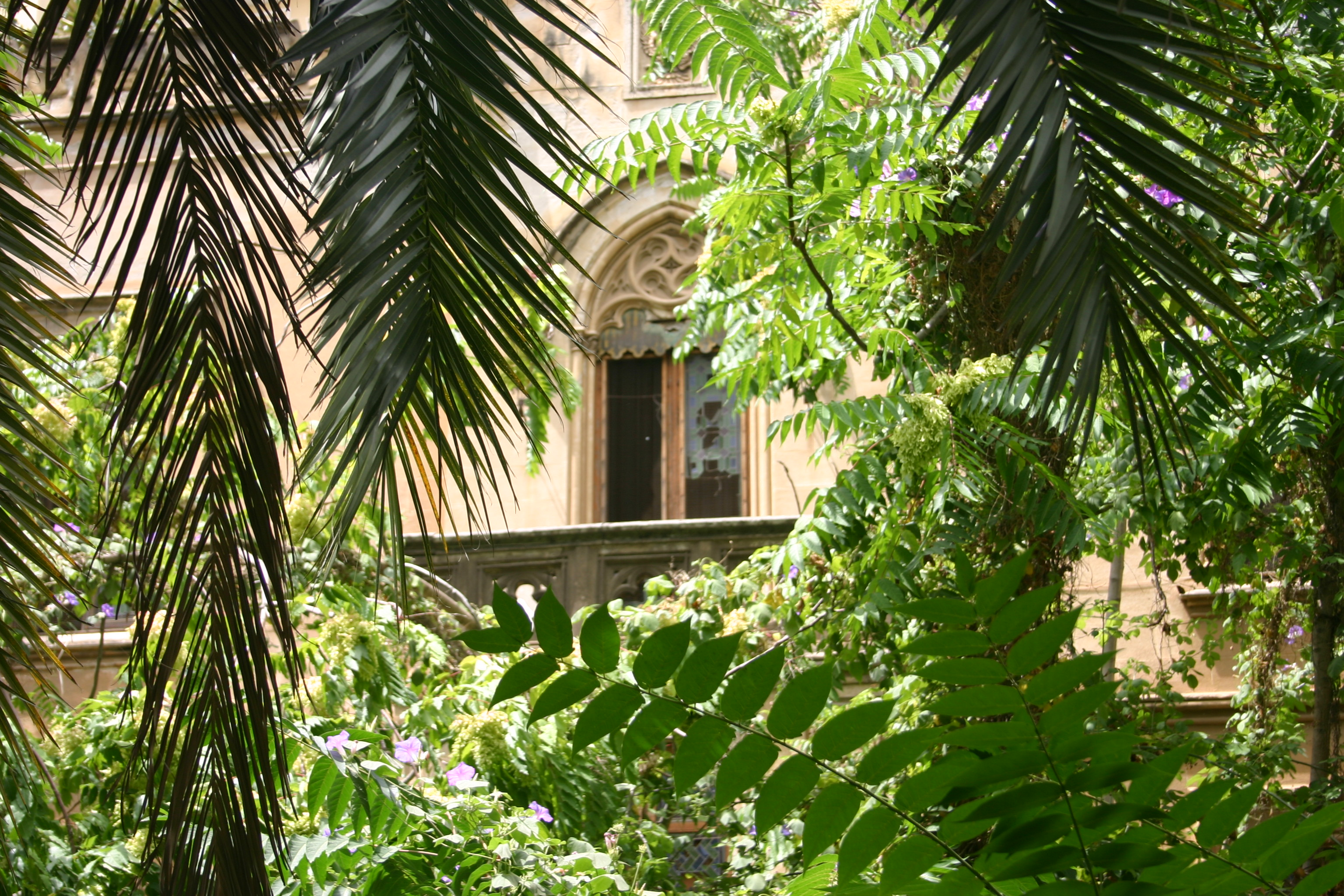

La Villa Alliata di Pietratagliata è una villa neogotica situata in via Serradifalco a Palermo. È considerata una delle opere di maggior pregio del patrimonio storico-artistico siciliano del XIX secolo.

## Storia
Intorno al 1883 circa il principe Luigi Alliata e Moncada incaricò l'architetto Francesco Paolo Palazzotto della ristrutturazione della sua villa settecentesca costituita da un impianto a U con scalone esterno a tenaglia. L'architetto Palazzotto adottò il gusto neogotico del tempo, rifacendosi al gotico catalano, stile diffuso nella Sicilia aragonese di cui Palazzo Ajutamicristo di Matteo Carnilivari è un esempio.
Alla morte di Luigi Alliata la villa divenne la residenza di Raniero Alliata di Pietratagliata, il principe mago. La villa divenne una delle dimore in cui i principi dell'aristocrazia siciliana, privati del loro potere politico e sociale, solevano ritrovarsi con intellettuali e studiosi di passaggio a Palermo.
Nel 1979, alla morte del principe mago, la villa passò ai suoi eredi, i discendenti dei Chiaramonte Bordonaro Alliata che, dopo averne messo all'asta i beni mobili, vendettero la villa che per molto tempo versò in uno stato di enorme degrado.

### Le condizioni dell'edificio oggi
Dal 2001 circa la villa fu abbandonata completamente, diventando dimora di senzatetto e vagabondi.
Nel 2016 il sito è stato segnalato nell’ambito della campagna “I Luoghi del Cuore”, promossa dal FAI. 
Il 23 marzo 2018, alla quarta asta fallimentare, la villa fu aggiudicata, ma l'assessorato regionale ai beni culturali, riconoscendone il particolare pregio, annunciò che avrebbe esercitato il diritto di prelazione.
I lavori di restauro, iniziati nell'ottobre 2020 col proposito di fare dell’edificio una residenza alberghiera di lusso e di rendere il giardino fruibile al pubblico, si sono conclusi nel febbraio 2024. Già nell’estate 2022 il sito fu reso visitabile in occasione di RestArt. 
La villa è dunque infine diventata una residenza alberghiera di lusso, aperta alla città, come voluto dal proprietario, l'imprenditore Giovanni Sammaritano, che l'aveva acquistata all'asta nel 2018 per un importo complessivo di 590 mila euro.

## Descrizione
La Villa di Pietratagliata rappresenta un esempio fra i più riusciti dell'architettura neogotica in Sicilia, come testimoniano anche la qualità e la raffinatezza degli attributi architettonici e degli arredi.
Il complesso monumentale, oggi alienato dal suo contesto originario comprende la villa in stile neogotico e un giardino all'inglese, anch'esso opera dell'architetto Francesco Paolo Palazzotto.
La facciata presenta diversi elementi decorativi: la merlatura di coronamento, i doccioni zoomorfi e i bovindi ornati; alle finestre vi sono vetrate policrome; gli interni sono arricchiti da damaschi e boiserie, e tra gli altri arredi vi sono pregiati cassettoni.
A Palermo, oltre al Palazzo Alliata di Pietratagliata, rimangono diverse altre testimonianze di architettura neogotica. Ci sono poi esempi più antichi, come Palazzo Lucchesi Palli di Campofranco, realizzato da Emmanuele Palazzotto nel 1835, e coevi come Palazzo Galletti di San Cataldo alla Marina, dell'architetto Tommaso Di Chiara.